# Влашићки партизански одред
Влашићки народноослободилачки партизански (НОП) одред је био је био партизанска јединица у саставу Народноослободилачке војске и партизанских одреда Југославије током Другог светског рата у Босни и Херцеговини. 

## Историјат
Формиран је у мају 1944. и имао две чете са око 100 бораца, а у септембру је имао око 700 бораца. Почетком новембра 1944. реорганизован је, а око 450 бораца дато је за попуну 4. дивизије НОВЈ, а од око 300 бораца формиране су три чете и пратећи делови. Изводио је акције на комуникацијама у долини Босне и Лашве и против мањих непријатељевих посада, чистећи слободну територију од четничких групица, усташке и муслиманске милиције. Са јединицама 4. дивизије Влашићки одред је у зиму 1944/45. учествовао у борбама за ослобођење и одбрану Травника, а у саставу Групе бригада зеничког сектора у марту и априлу 1945. у борбама с одступајућим деловима немачког 21. брдског армијског корпуса у долини Босне и у ослобођењу Зенице. Почетком маја 1945. Одред је расформиран и његовим људством попуњене су јединице 53. дивизије НОВЈ.